# 쥬만지: 새로운 세계
《쥬만지: 새로운 세계》(영어: Jumanji: Welcome to the Jungle)는 제이크 캐즈던이 감독을 맡고, 크리스 맥케나, 에릭 소머즈(Erik Sommers), 스콧 로젠버그(Scott Rosenberg) 및 제프 핑크너가 각본을 맡은, 2017년 개봉한 미국의 3D, 판타지, 어드벤처 코미디 영화이다. 1995년 영화 《쥬만지》의 독립적 속편이며, 크리스 반 알스버그의 동명 그림책이 쥬만지 영화 시리즈의 원작이다.
이 영화의 주요 촬영은 2016년 9월 호놀룰루에서 처음 진행되었고, 12월 애틀랜타에서 종료되었다. 영화는 유머와 연기 등으로 평론가들에게 우호적인 평가를 받았으며, 전 세계적으로 9억 6천 2백만 달러를 벌어들여 2017년에 다섯 번째로 많은 수익을 올린 영화가 되었다. 이후 2019년, 후속작인 《쥬만지: 더 넥스트 레벨》이 개봉되었다.

## 출연진

### 쥬만지
- 드웨인 존슨 - 스몰더 브레이브스톤 박사 역
- 잭 블랙 - 셸던 "셸리" 오베론 교수 역
- 케빈 하트 - 프랭클린 "마우스" 핀바 역
- 캐런 길런 - 루비 라운드하우스 역
- 닉 조너스 - 제퍼슨 "시플레인" 맥도너 역
- 보비 캐너베일 - 러셀 밴 펠트 역
- 리스 다비 - 나이절 빌링즐리 역
- 윌리엄 토카스키 - 시장의 상인 역
- 로한 챈드 - 시장의 소년 역

### 현실
- 앨릭스 울프 - 스펜서 길핀 역
- 매디슨 아이즈먼 - 베서니 워커 역
- 서다리어스 블레인 - 앤서니 "프리지" 존슨 역
- 모건 터너 - 마사 카플리 역
- 메이슨 구치온 - 앨릭스 브리크 역
  - 콜린 행크스 - 성인 앨릭스 브리크 역
- 마크 에번 잭슨 - 벤틀리 교장 역
- 숀 벅스턴 - 앨릭스 아버지 역
  - 팀 매시슨 - 늙은 앨릭스 아버지 역
- 실비아 제프리스 - 앨릭스 어머니 역
  - 버지니아 뉴컴 - 늙은 앨릭스 어머니 역
- 메리베스 먼로 - 교사 역
- 미시 파일 - 웨브 체육 교사 역

## 제작진
- 감독 - 제이크 캐스단
- 각본 - 크리스 맥켄나, 에릭 소머즈, 스콧 로젠버그, 제프 핑크너
- 원작 - 크리스 반 알스버그의 동화 '쥬만지'
- 촬영 - 퍼도시 줄러
- 편집 - 마크 헬프리치, 스티브 에드워즈
- 음악 - 헨리 재크먼
- 시각 효과 - 제롬 첸
- 자막 번역 - 황석기

### EBS판 제작진 (2022년 10월 2일)
- 프로듀서 - 권혁미
- 번역 - 최진선
- 감수 - 김동수
- CG - 조운경
- 편집 - 정미현
- 기술감독 - 김정수
- 우리말 연출 - 강민화
- 기획 - EBS
- 우리말 제작 - 벼리기획